# Ибн Араби
Мухйидди́н Абу́ Абдулла́х Муха́ммад ибн Али́ аль-Андалу́си (араб. محي الدين محمد ابن علي ابن محمد ابن عربي الحاتمي الطائي الأندلسي‎, 28 июля 1165, Мурсия — 10 ноября 1240, Дамаск), более известный как Ибн Араби — арабо-мусульманский богослов из Испании, крупнейший представитель и теоретик суфизма. Известен как «Величайший шейх» (аш-Шейх аль-Акбар) суфизма.
Ибн Араби разработал монистическую доктрину о единстве бытия (вахдат ал-вуджуд), которая предполагает, что все вещи во вселенной являются проявлениями «абсолютного бытия» (ал-вуджуд ал-мутлак). Критики (Ибн Таймийя и др.) видели в этом учении пантеизм, сторонники — истинный монотеизм (таухид). Отстаивал концепцию совершенного человека (аль-инсан аль-камиль).
Ибн аль-Араби много путешествовал, его поездки и впечатления имели как правило мистическую суфийскую интерпретацию. По его рассказам, он трижды встречался с Хизиром.
Оставил около 800 сочинений (список произведений, составленный египетским исследователем Османом Яхья, включает 856 сочинений, из которых 550 сохранилось до настоящего времени в 2917 рукописях; другие авторы пересматривают его в сторону уменьшения — ливанский исследователь Мухаммад Абд ар-Рахман аль-Марашли насчитывает порядка 400 аутентичных работ).

## Биография

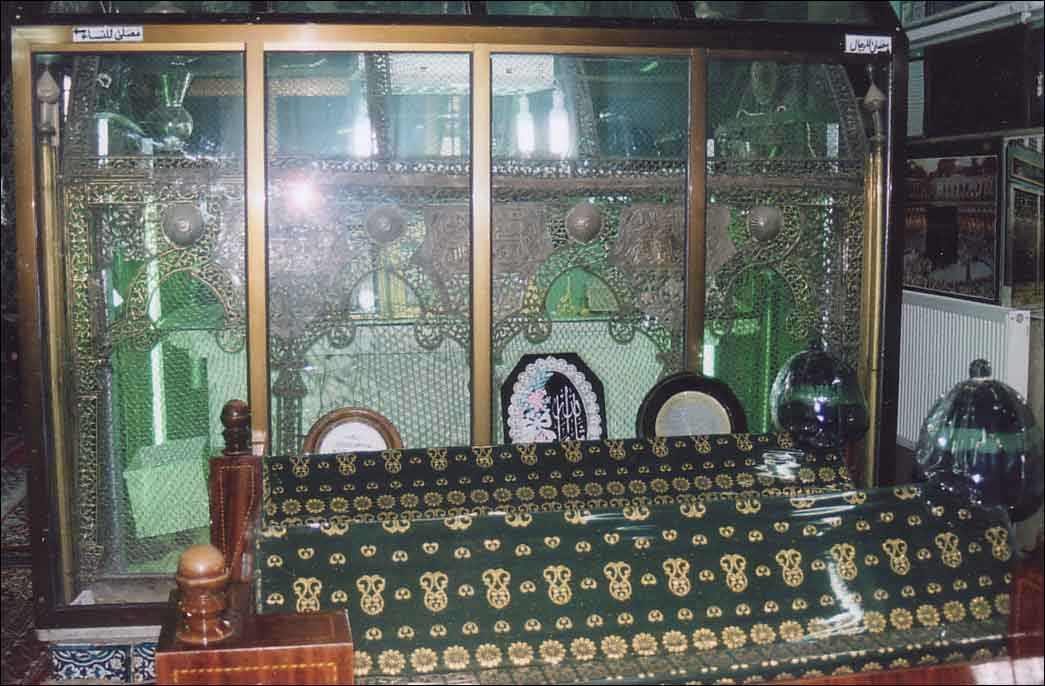
Кенотаф, принадлежащий ибн-Араби в стеклянном ящике его гробницы в Дамаске

Его полное имя: Абу Абдуллах Мухаммад ибн Али ибн Мухаммад ибн Араби аль-Хатими ат-Таи аль-Андалуси, он также носил почётное прозвище (лакаб) Мухйиддин («возродитель веры»).
Ибн Араби родился 28 июля 1165 года (17 рамадана 560 года хиджры) в знатной арабской семье в городе Мурсия в Аль-Андалусе, которым в то время правили султаны Альморавиды. В его окружении были как знатные вельможи, так и аскеты и подвижники. Ибн Араби получил хорошее образование в Севилье (Ишбилия), которая становится столицей и культурным центром династии Альмохадов.
В 1172 году в результате реконкисты мусульмане потерпели тяжёлое поражение. Он отказывается от карьеры чиновника и готовится к духовному пути. В 1180 году он встречался в Кордове с Ибн Рушдом (Аверроэсом). Окончательно он становится суфием в 1184 году, его учителем становится аль-Урайби. В процессе суфийской практики он встречается с многочисленными людьми — авторитетными учёными и богословами, а также со странствующими аскетами и практиками экстаза.
В 1193 году он покидает Андалузию и пускается в странствия по Магрибу (Северной Африке). С этого момента начинаются его наполненные мистическими переживаниями путешествия, во время которых он трижды встречается с Хизиром. Отражение этого периода жизни можно найти в его труде «Святой дух» и в трактате «Мекканские откровения». В Тунисе он встречается с Абу Мадьяном, выдающимся суфийским учителем того времени.
После возврата в Андалузию, он снова направляется в Магриб, и с 1195 по 1197 годы живёт в Фесе, где общается с многочисленными учёными, мистиками и суфиями. В это время арабские владения в Андалузии находятся под угрозой захвата со стороны кастильского короля Альфонсо VIII, в Фесе возникают серьёзные споры по поводу смысла бытия, и к Ибн Араби приходит ряд откровений. У него появляется немало учеников и последователей, для которых он пишет многочисленные наставления.
Тогда он отказывается от предложения должности со стороны магрибского султана и возвращается снова в Андалузию, в Мурсию и Гранаду, посещая также суфийскую школу в Альмерии. Тогда он уже готовится к хаджу, и в 1200 навсегда покидает Андалузию, перебравшись в Марракеш.
В Марракеше его посещает откровение, в котором он превратился в птицу, парящую вокруг Божественного Трона, и получает указание направиться в хадж, взяв себе в спутники Мухаммада аль-Хасара, учёного из Феса. Он едет в Фес, потом в Беджаю а потом в Тунис, снова встречаясь с Абу Мадьяном.
В 1202 он направляется в Мекку, куда добирается через Александрию и Каир, где в это время после нескольких неурожаев возник страшный голод. По дороге в Мекку он посещает Иерусалим и Хеврон, посещает могилы Пророков, откуда едет в Медину, и в том же году оказывается в Мекке.
В Мекке он начинает работу над «Мекканскими откровениями», которые становятся делом его жизни. Тогда у него возникает множество учеников, число которых ещё более возрастает во время его последующих путешествий. Тогда же в Мекке он знакомится с сельджукским вельможей Маджаддином аль-Руми, с которым сохраняет прочную дружбу вплоть до его смерти, и далее путешествует с его караваном в Багдад и в Конью.
В 1205 году он направляется в Багдад.
В 1207 году он снова направляется в Египет и совершает ещё одну поездку в Мекку.
Далее он направляется в сельджукскую столицу — город Конья. Его визит оказывает большое влияние на суфизм в Персии и даже в Индии.
С 1223 года проживал в Дамаске, где умер в 1240 году.

## Критика
Ибн Хальдун, посвящая суфизму целую главу в своём труде «Мукаддима», упоминает Ибн Араби: «Представители суфиев и мутакаллимов далеко зашли в вопросе откровения и в том, что находится за пределами сознания. И многие из них дошли до пантеизма и единственности бытия, как мы указали на это. Они изложили свои взгляды в текстах, как аль-Харави в своей книге „аль-Макамат“; им последовал Ибн Араби и Ибн Сабин, а также Ибн аль-Афиф, Ибн аль-Фарид и ан-Наджм аль-Исраили в своих поэмах». Османский султан Селим I Явуз во время своего путешествия в Египет посетил могилу Ибн Араби и фетвой Шейхуль-ислама Ибн Кемаля оправдал его. После этого идеи Ибн Араби нашли в Османском государстве благодатную почву для распространения.

## Публикации сочинений на русском языке
- Мекканские откровения (ал-Футухат ал-маккийа). Введение и переводы А. Д. Кныша. СПб.: Центр «Петербургское востоковедение», 1995. — ISBN 5-85803-040-8. Содержит переводы сочинений «Изображение окружностей, охватывающих подобие человека Творцу и сотворённому миру», «Путы для готовящегося вскочить» и фрагменты трактата «Мекканские откровения».
- Наставления ищущему Бога. Перевод и комментарии А. В. Смирнова. — В кн.: Средневековая арабская философия: проблемы и решения. М.: «Восточная литература», 1998, с. 296—338.
- Геммы мудрости. Перевод В. А. Смирнова. Изд.: Бейрут, 1980; рус. — В кн.: Смирнов А. В. Великий шейх суфизма (опыт парадигмального анализа философии Ибн Араби). М., 1993, с. 145—321.